# Showview
Showview (i marknadsföring skrivet ShowView) är ett system utvecklat av Gemstar för att lätt kunna ställa in en videobandspelare och DVD-spelare för inspelning. Showview är namnet i Europa, förutom i Storbritannien och Irland. Tekniken används även i andra länder i världen, men där under andra namn.
Showview-koden består av en uppsättning siffror, från två till åtta stycken som matas in i spelaren som därpå automatiskt räknar ut vilken tid programmet börjar och slutar, kanal och så vidare. Showview-koderna finner man vid respektive TV-program i tryckta TV-tablåer, i synnerhet TV-tidningar.
Nyare inspelningsapparater använder sig ofta av EPG istället, det vill säga en elektronisk programguide.